# Pozondón
Pozondón es un municipio y localidad española de la provincia de Teruel, en la comunidad autónoma de Aragón. El término municipal, ubicado en la comarca de la Sierra de Albarracín, tiene una población de 54 habitantes (INE 2024). La localidad se encuentra a una altitud de unos 1407 m sobre el nivel del mar.

## Geografía
La localidad está situada a unos 46 km de Teruel. Tiene una población de 47 habitantes (pozondonenses) (INE 2021). Se puede acceder por la carretera A-1511.

La localidad está situada en el piedemonte de la sierra de Albarracín o Montes Universales (Sistema Ibérico), a una altitud de 1407 m sobre el nivel del mar. Pertenece a la comunidad de villa y tierra de Santa María de Albarracín y a la comarca de la Sierra de Albarracín.

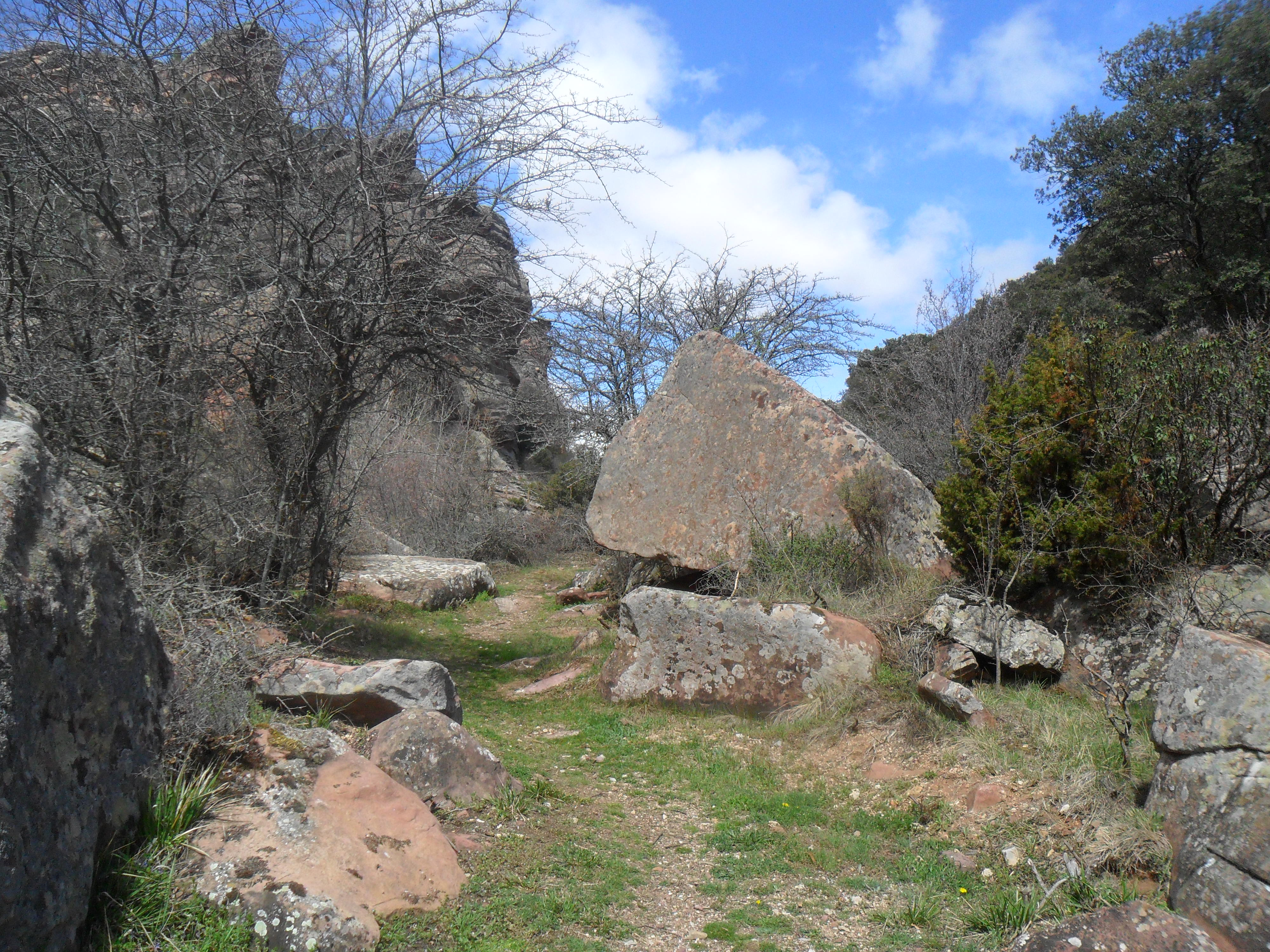
Senda en Pozondón

Su término está incluido en el Parque Cultural de Albarracín. Hay variedad de actividades al aire libre, rutas hacia el castillo de Los Ares o Losares, el barranco del Cardoso, el Hoyón, las Simas o Celadas, y la subida a la ermita de Los Santos de La Piedra, situada en una montaña a 4 km del pueblo.
Pozondón presenta un clima mediterráneo con influencias continentales, que se caracteriza por veranos suaves, con máximas algo superiores a los 30 °C y con inviernos rigurosos, llegando a bajar de -10 °C. Su temperatura media anual es de 9,7 °C. La precipitación anual es de 600 mm.

### Espacios naturales
Cerca de la localidad se hallan hermosos parajes: parameras declaradas como zona de especial protección para las aves (ES0000308 ZEPA Parameras de Pozondón), sabinar, barranco de Cardoso con la escultura de un tumi («Escultura del Peruano»), los Ares, dolinas (La Hoya del Alto de la Casilla, «El Hoyón»), una monumental sabina («Sabina del Rincón»). Destacamos el Páramo de Pozondón: son paisajes soberbios formados por planicies altas, batidas por el cierzo y cubiertas por un sabinar rastrero en donde los amantes de las aves podrán disfrutar con la observación de la singular avifauna esteparia.

## Historia
El 21 de junio de 1257, por privilegio del rey Jaime I dado en Teruel, este lugar pasa a formar parte de Sesma de Bronchales, en la Comunidad de Santa María de Albarracín, que dependía directamente del rey. Este régimen administrativo ha perdurado. Es la única de las comunidades que ha permanecido viva tras la aplicación del Decreto de Disolución de las mismas, en 1837. Tiene su sede actual en Tramacastilla.
A mediados del siglo XIX, el lugar tenía contabilizada una población de 332 habitantes. Aparece descrito en el decimotercer volumen del Diccionario geográfico-estadístico-histórico de España y sus posesiones de Ultramar de Pascual Madoz de la siguiente manera:

POZONDON: l. con ayunt. en la prov. de Teruel (8 leg.), part. jud. y dióc. de Albarracin (3), aud. terr. de Zaragoza (26) y c. g. de Aragon. sit. en una llanura en el limite de la sierra de Albarracin entre E. y N.: el clima es sumamente frio por hallarse el pueblo espuesto á los vientos del N. Se compone de 60 casas de mediana construccion; una escuela de niños de primeras letras, concurrida por 18; igl. parr. (Sta. Catalina), servida por un cura de segundo ascenso y de provision ordinaria, y un cementerio fuera del pueblo, que en nada perjudica a la salud pública. Confina el term. por el N. con Rodenas; E. Sta. Eulalia; S. Monterde, y O. Bronchales; hay en él 3 ermitas, Ntra. Sra. de los Angeles, San Roque y San Abdon. El terreno es de secano, llano y de regular calidad, teniendo por E. y S. un monte de carrascos, chabascos y estepas, y 3 deh. tituladas Ares, Arejos y Tejeria. Los caminos, conducen á los pueblos inmediatos en regular estado. El correo se recibe de Albarracin una vez á la semana. prod.: centeno, cebada, avena y pastos; hay ganado lanar y cabrío, y caza de conejos, liebres y perdices. pobl.: 84 vec., 332 alm. riqueza imp.: 88,205 rs. El presupuesto municipal asciende á 2348 rs., los cuales se cubren con el productos de propios y el déficit por reparto vecinal.
(Madoz, 1849, p. 194)

## Demografía
Pozondón cuenta con una población de 54 habitantes (INE 2024).
| Gráfica de evolución demográfica de Pozondón entre 1842 y 2021                                                      |
| |
| Población de derecho según los censos de población del INE Población de hecho según los censos de población del INE |

## Administración y política
| Período   | Alcalde                | Partido |  |
| --------- | ---------------------- | ------- |  |
| 1979-1983 | Vicente Herrero Cortés | UCD     |  |
| 1983-1987 |                        |         |  |
| 1987-1991 |                        |         |  |
| 1991-1995 |                        |         |  |
| 1995-1999 |                        |         |  |
| 1999-2003 |                        |         |  |
| 2003-2007 |                        |         |  |
| 2007-2011 |                        |         |  |
| 2011-2015 | Jesús Barquero López   | PP      |  |
| 2019-2023 | Mario Cáceres          | PP      |  |

| Partido político    | Partido político                                   | 2003   | 2007   | 2011   | 2015   | 2019   |
| Partido político    | Partido político                                   | Ediles | Ediles | Ediles | Ediles | Ediles |
|                     | Partido Popular de Aragón (PP)                     | 1      | 1      | 1      | 1      | 2      |
|                     | Chunta Aragonesista (CHA)                          | —      | —      | —      | —      | —      |
|                     | Partido Aragonés (PAR)                             | —      | —      | —      | —      | 1      |
|                     | Partido de los Socialistas de Aragón (PSOE-Aragón) | —      | —      | —      | —      | —      |
| Total de concejales | Total de concejales                                | 1      | 1      | 1      | 1      | 3      |

## Servicios
Cuenta con consultorio médico local, un bar municipal, y una casa de turismo rural («La casa de la abuela de Vicente»). El Parque Cultural mantiene un centro de interpretación de la arquitectura tradicional de la Sierra en el antiguo horno municipal. Existe un frontón descubierto, con cancha de baloncesto y balonmano, donde se puede jugar a fútbol. En la antigua balsa, hay unos columpios infantiles.

## Cultura

### Patrimonio
El casco urbano de Pozondón ofrece singular atractivo, con un núcleo urbano bien estructurado, con calles bien configuradas, armónicas con sus plazas.
Destaca el edificio de la Casa Consistorial, construido en sillería de piedra arenisca de rodeno, con lonja de dos arcos de medio punto y remate con espadaña de ladrillo con reloj, que ha vuelto a dar las horas, con un suave toque.
También destaca la iglesia parroquial, bajo la advocación de Santa Catalina. Tiene planta basilical, con cabecera plana y cimborrio octogonal. Su fábrica es del siglo XVI; a finales del XVIII fue ampliada en la cabecera. En ella se conservan interesantes retablos de los siglos XVII y XVIII. A sus pies se levanta una torre de aspecto defensivo, compuesta por dos cuerpos y rematada por almenas. Cuenta con órgano fuera de servicio. Cuenta con iluminación nocturna ornamental.
En la plaza del pueblo destaca un depósito de agua soterrado («El Aljibe»), construido en 1931, alimentado por las aguas del Pozo Chaparrero y otros seis pozos más, abiertos en el Huerto de los Pozos. El Aljibe estaba rodeado hasta mediados de los años 1990 de un abrevadero para el ganado ovino y el equino, con pilas vaciadas en piedras de rodeno.
Al pie de la carretera de Santa Eulalia del Campo a Orihuela del Tremedal existió una gran balsa de agua, desecada en los años 1980, que inspiró un poema titulado «Pozondón» (Agua inmóvil/piedra desleída/las eras asomadas al camino/como rostros a un pozo vacío) publicado por el oriolano Federico Jiménez Losantos en su Poesía perdida 1969-1999, Pre-Textos, Valencia, 2001.
Dentro del término municipal se encuentran también tres ermitas, la de la Virgen de Los Ángeles, la de San Roque y la de Los Santos de la Piedra, con un magnífico mirador, a 1557 m s. n. m. Estas ermitas son de una sola nave, con tejado a dos aguas.
El castillo de Pozondón, conocido como castillo de Los Ares o torre de El Buco, se alza sobre un cerro. Se encuentra a 1,5 km de Pozondón, entre esta localidad y la de Rodenas, y se puede acceder a él por una pista rural. Se encuentra en estado de ruina progresiva y en agosto de 2021 entró la lista roja del patrimonio de Hispania Nostra. Está bajo la protección de la declaración genérica del Decreto de 22 de abril de 1949.

### Fiestas
Sus fiestas patronales, desde la década de 1970, se celebran el último fin de semana del mes de julio, bajo la advocación de San Abdón y San Senén, los Santos de la Piedra. Las fiestas son animadas por varias peñas (El Chorizo Alegre, El Morrute, La Injundia, El Leño, Los Abuelos, organizadas por la Corporación municipal y por los "cargos". La romería a la ermita se celebra siempre en sábado. En torno al 8 de diciembre se celebra la fiesta de la Matanza o del Matacerdo, para recordar la importancia que el cerdo tuvo en la vida y en la economía del pueblo.

### Arqueología
En Pozondón existen restos que demuestran la ocupación y explotación de los recursos de esta zona desde los primeros momentos de la Edad de Bronce: junto al Castillo medieval de los Ares se asentó una pequeña comunidad durante el Bronce Pleno, con cerámica a mano, decorada ocasionalmente con cordones digitados.
Del Neolítico son los grabados rupestres de Peña Escrita y los del Puntal del Tío Garrillas, realizados por percusión sobre rocas de arenisca. Los grabados del Puntal del Tío Garrillas representan un conjunto de jinetes lanzados a la carrera, con los brazos y espadas en alto, y uno enmarcado por un rectángulo (¿fortificación?), resaltando su importancia dentro de la escena (¿batalla?). Algunos investigadores piensan que pueden corresponder a un momento avanzado de la Edad de los Metales o incluso haber sido realizados ya en época ibérica. Este grabado está reproducido en un molde expuesto en la Sala IV, Sección de Prehistoria y Arqueología del Museo Provincial de Teruel. Fueron dados a conocer por Eduardo Ripoll Perelló, "Los grabados rupestres del Puntal del Tío Garrillas (término de Pozondón, Teruel), Revista Teruel, 66 (1981), pp. 147-155. Ha sido estudiado, posteriormente, por José Ignacio Royo Guillén, Arte rupestre de época ibérica: grabados con representaciones ecuestres, Diputació de Castelló, Castellón, 2004. ISBN 84-89944-47-4. El grabado aparece catalogado en la Carta Arqueológica de Aragón y está declarado Bien de Interés Cultural (número de registro 51.9503).
Junto a los grabados se encuentra un pequeño poblado (de unos 800 m²) de época ibérica, «El Puntal del Tío Garrillas», pero con una importante muralla que rodea el asentamiento. En el extremo sur se aprecia una entrada realizada por medio de una fuerte inflexión de la muralla. El poblado ha sido fechado entre los siglos IV y II antes de nuestra era. Ha sido estudiado por Manuel Bergés Soriano, "Poblado ibérico del Puntal del Tío Garrillas (término de Pozondón, Teruel), Revista Teruel, 66 (1981), pp. 115-146. La misma fecha y carácter posee otro pequeño yacimiento, situado al otro lado del Barranco Cardoso, enfrente del Puntal del Tío Garrillas.